# Shamshera
Shamshera é um filme de ação em língua hindi indiana produzido por Aditya Chopra sob a Yash Raj Films e dirigido por Karan Malhotra. O filme é estrelado por Ranbir Kapoor, Sanjay Dutt e Vaani Kapoor. Situado em 1800, Shamshera conta a história de uma tribo de dacoit e sua luta pela independência contra o domínio britânico.
A filmagem de Shamshera começou em dezembro de 2018. Shamshera é o primeiro filme com Ranbir Kapoor em um papel duplo. As filmagens terminaram em setembro de 2020. Shamshera está programado para ser lançado nos cinemas em 22 de julho de 2022.

## Elenco
- Ranbir Kapoor - em um papel duplo como Shamshera e Balli[11]
- Sanjay Dutt - como Daroga Shuddh Singh[12]
- Vaani Kapoor - como Sona[13]
- Ashutosh Rana
- Saurabh Shukla
- Ronit Roy
- Tridha Choudhury
- Tripatia Pitobash

## Produção
Shamshera foi lançado oficialmente em maio de 2018 pela Yash Raj Films através de um pôster em movimento, estrelado por Ranbir Kapoor como o personagem-título Shamshera. Sanjay Dutt foi escalado como antagonista, e Vaani Kapoor foi contratado para interpretar a protagonista feminina. Para preparar seu papel, Vaani Kapoor fez treinamento profissional em Kathak. Kapoor retrata uma dançarina.
A filmagem começou em dezembro de 2018. Para o filme, um forte maciço foi construído em Film City, Goregaon, exigindo 2 meses de preparação e o esforço de quase 300 trabalhadores. As filmagens terminaram em setembro de 2020.

## Trilha sonora
A música do filme é composta por Mithoon. As letras são escritas por Mithoon, Karan Malhotra e Piyush Mishra. O primeiro single foi lançado em 29 de junho de 2022.

## Lançamento
Shamshera está programado para ser lançado nos cinemas em 22 de julho de 2022. Originalmente planejado para lançamento no cinema em 20 de dezembro de 2019, Shamshera foi mais tarde muito atrasado devido à pandemia de COVID-19. Foi então reagendado para 25 de junho de 2021, mas devido à segunda onda de pandemia, o lançamento foi adiado para 18 de março de 2022, que mais uma vez foi adiado devido à propagação da variante Omicron. Agora, está programado para um lançamento mundial em 22 de julho de 2022. O filme será lançado em hindi, tâmil e télugo e em cinemas IMAX.